# Walter Ditz

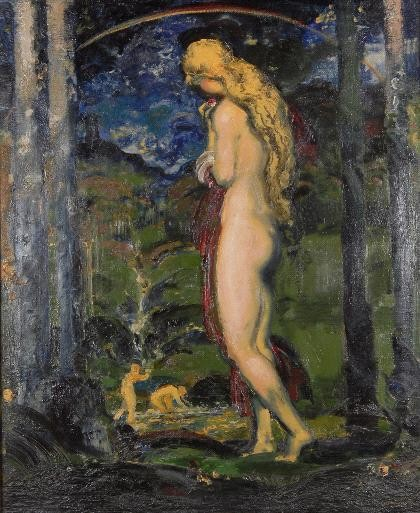
Walter Ditz: Abend, 1923

Walter Ditz (* 29. Februar 1888 in Chodov bei Karlsbad; † 5. August 1925 in München) war ein österreichischer Maler und Plakatkünstler.

## Leben und Wirken
Walter Ditz studierte ab dem 14. Oktober 1908 an der Akademie der Bildenden Künste München in der Malschule Seitz, später bei Carl von Marr. Während des Ersten Weltkriegs schuf er eine Reihe Plakate, unter anderem für die 8. Kriegsanleihe unter dem Motto Vaterland, Familie, Zukunft, für die Kriegsgefangenenhilfe sowie zur Begrüßung der Fronturlauber. Im Jahre 1923 besuchte er Italien. In den letzten Lebensjahren schuf er einige Werke mit religiösen Motiven. Walter Ditz war Mitglied der Münchener Künstlergenossenschaft und stellte seine Werke im Münchner Glaspalast aus. Er starb im 38. Lebensjahr in München.